# Johann Konrad I. von Roggenbach

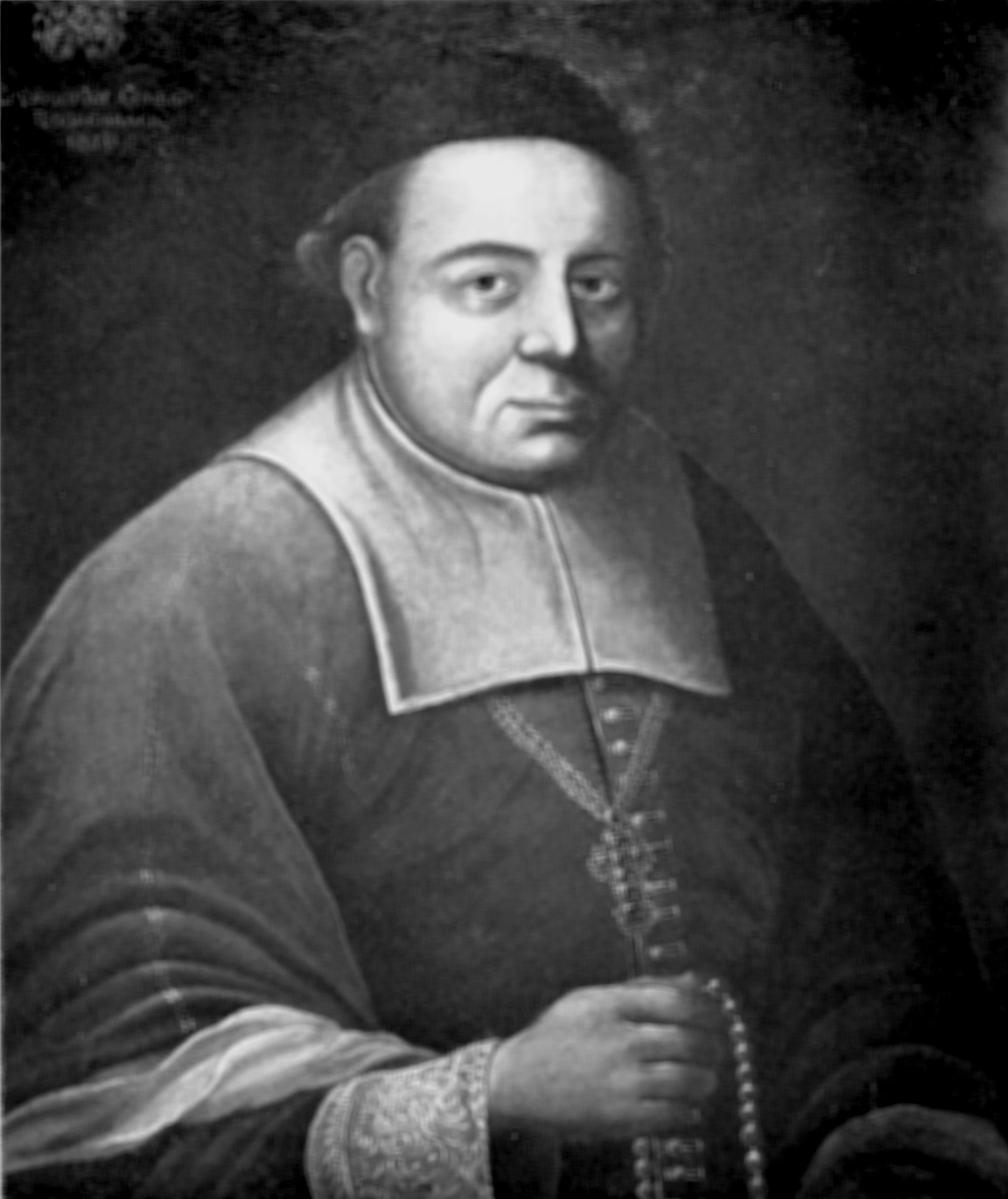
Johann Konrad von Roggenbach um 1656

Johann Konrad I. von Roggenbach (* 15. Dezember 1618 in Schopfheim; † 13. Juli 1693 in Pruntrut) war von 1656 bis 1693 Fürstbischof von Basel.

## Leben
1652 wurde er in Freiburg zum Dompropst des Basler Domkapitels gewählt und am 22. Dezember 1656 in Delsberg zum Bischof von Basel. Aufgrund von formalen Einwänden lehnte die römische Kurie seine Wahl zunächst ab. Gleichwohl wurde ihm 1658 das Bistum verliehen. Die feierliche Amtseinführung und Bischofsweihe erfolgte jedoch erst am 3. März 1659. Johann Konrad war seit 1656 auch Chorherr des Ritterstifts Comburg.
Johann Konrad versuchte sein Fürstbistum politisch an die Alte Eidgenossenschaft anzulehnen. Zunächst konnte er 1657 das mit ihr abgeschlossene Defensionale um zwei Jahre verlängern. Nachdem sich die Kantone Luzern, Schwyz, Ob- und Nidwalden und Zug gegen eine weitere Annäherung des Fürstbistums sperrten, schloss sich Johann Konrad 1664 dem Rheinischen Bund an. Dieser löste sich jedoch bereits 1668 auf und das Fürstbistum litt im Französisch-Holländischen Krieg (1672–1679) unter dem Durchzug und der Besetzung durch Truppen sowohl Österreichs als auch Frankreichs. Johann Konrad suchte nun wieder Schutz bei den katholischen Kantonen der Eidgenossenschaft mit deren Unterstützung die kriegführenden Parteien die Neutralität des Fürstbistums akzeptierten. Einen Antrag auf Beitritt zur Eidgenossenschaft lehnte diese jedoch 1691 ab.
Mit der Stadt Basel lebte der Streit wieder auf, da Johann Konrad wieder Ansprüche des Fürstbistums auf das Basler Münster und die zugehörigen Besitzungen wie den Kirchenschatz erhob. Die beim französischen König gesuchte Unterstützung blieb aus und die Stadt lehnte 1675 das Ansinnen rundweg ab. Hierauf betrieb Johann Konrad die Verlegung des Domkapitels von Freiburg im Breisgau nach Arlesheim. Die heikle politische Lage des Kleinstaates bedingte eine sorgfältige Abstimmung dieses Plans mit Österreich und Frankreich, das 1678 im Besitz von Freiburg war. Beide Mächte stimmten Anfang 1678 zu und der Umzug erfolgte bereits im Dezember des gleichen Jahres. Am 25. März 1680 legte Johann Konrad dann den Grundstein für den neuen Dom in Arlesheim und am 26. Oktober 1681 wurde er bereits eingeweiht. Auch den Bau der Residenz und der Kapitelhäuser unterstützte er mit Mitteln aus seinem Privatvermögen.
1671 versuchte Johann Konrad im reformierten Münstertal wieder den Katholizismus einzuführen. Der Widerstand der Stadt Bern mit Androhung militärischen Eingreifens verhinderte diesen Plan jedoch rasch.
Johann Konrad wurde 1693 in der Gruft des Arlesheimer Doms beigesetzt. Sein Epitaph wurde während der französischen Besetzung von Arlesheim in den Revolutionsjahren zerstört.

## Herkunft
Johann Konrad stammt aus dem alten Ministerialengeschlecht derer von Roggenbach und wurde als Sohn des Hans Hartmann von Roggenbach und der Maria Susanna von Zu Rhein geboren. Er hatte 14 Geschwister, darunter auch Johann Hartmann von Roggenbach, den Landkomtur der Deutschordensballei Schwaben-Elsass-Burgund.